# 本郷村 (福井県大飯郡)
本郷村（ほんごうむら）は、福井県大飯郡にあった村。現在のおおい町の北東部、小浜線若狭本郷駅の周辺にあたる。

## 地理
- 海洋：小浜湾、青戸入江
- 河川：佐分利川

## 歴史
- 1889年（明治22年）4月1日 - 町村制の施行により、本郷村、小堀村、岡田村、父子村、野尻村、芝崎村、山田村、尾内村及び犬見村の区域をもって、本郷村が発足する。
- 1955年（昭和30年）
  - 1月10日 - 加斗村の区域の内、長井の区域を編入する。
  - 1月15日 - 佐分利村、本郷村及び大島村が合併して、大飯町が発足する。

## 交通

### 鉄道路線
- 日本国有鉄道
  - 小浜線
    - 若狭本郷駅

### 道路
- 国道27号

現在は旧村域を舞鶴若狭自動車道が通過するが、当時は未開通。

## 出身者
- 水上勉 - 小説家